# Friedrich Preu
Friedrich Preu   (1750 - 1799 (<1799)) fou un compositor alemany.
Va ser director de música a Riga, i va compondre les òperes Adrastea, El fuego fatuo, Bella und Fernando (1789) i La modista. A més se li deuen, dues col·leccions de cançons amb acompanyament de clave (1781 i 1782).